# Куркума ароматна
Куркума ароматна (Curcuma aromatica) — вид багаторічних трав'янистих квіткових рослин родини імбирні (Zingiberaceae). Поширена на Індійському субконтиненті, переважно на сході Гімалаїв та у теплих гірських вологих лісах Західних Гатів. Корінь рослини використовується в кулінарії як спеція.